# نهائي كأس إيطاليا 1940
نهائي كأس إيطاليا 1940 هي المباراة النهائية من منافسة كأس إيطاليا 1939–40، أقيمت المباراة في 16 يونيو 1940، في ملعب أرتيميو فرانتشي، بين فريقي نادي فيورنتينا، ونادي جنوى، وفاز فيها نادي فيورنتينا، بعد أن هزم نادي جنوى، بنتيجة 1 - 0.

## تفاصيل المباراة
لعبت المباراة النهائية في 16 يونيو 1940.
| نادي فيورنتينا | 1 -0 | نادي جنوى |
| -------------- | ---- | --------- |
| No ID 26 '     |      |           |